# Azarquiel
Azarquiel o Az-Zarqali (Toledo, c. 1029 - Sevilla, 1087), de nombre completo Abū Isḥāq Ibrāhīm ibn Yaḥyā al-Naqqāsh az-Zarqālī, fue un importante astrónomo y geógrafo de Al-Ándalus. 
El nombre  Azarquiel es la forma latinizada de una especie de apodo con el que era conocido en vida debido a sus intensos ojos azules (zarcos). Vivió en Toledo hasta que en 1085 la conquista castellana de la ciudad lo llevó a emigrar a Sevilla, donde murió.

## Semblanza

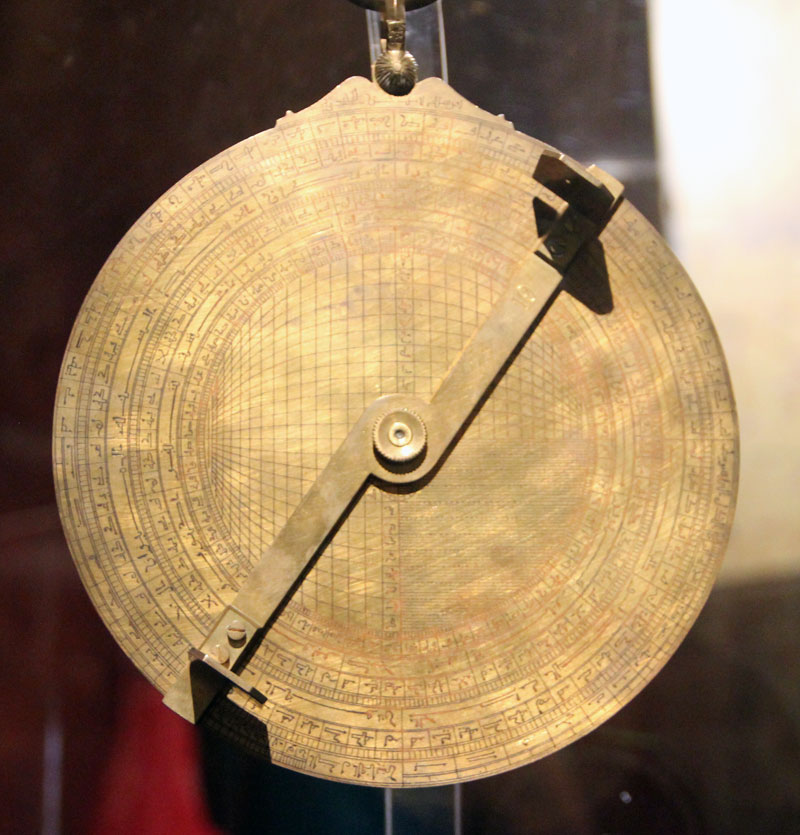
Astrolabios, Az-Zarqali

Azarquiel trabajó como herrero u orfebre y destacó por su destreza en el trabajo de los metales, elaboró instrumentos científicos de precisión, como astrolabios, probablemente a petición de astrónomos árabes y hebreos del reino taifa de Toledo. La comunicación con estos eruditos y la inteligencia de Al-Zarqalí pudo llevarle a una notable comprensión de la ciencia astronómica de forma autodidacta, lo que le llevó a crear innovaciones a partir del astrolabio, como la azafea.
Su obra la conocemos fundamentalmente a través de las traducciones que hicieron los especialistas en astronomía encargados de la obra científica del scriptorium real de Alfonso X el Sabio. Así, entre 1225 y 1231 el también judío toledano Yehuda ben Moshe y Guillelmus Anglicus tradujeron su Tratado de la azafea al latín, que fue vertido en los años 1260 al castellano por el mismo judío toledano, llamado en los prólogos de las obras alfonsíes Yehuda Mosca o Mosca el Coheneso.
Una de las más citadas contribuciones de Azarquiel fueron la compilación de las Tablas Astronómicas de Toledo en su versión árabe. Sin embargo, resulta paradójico que, en realidad, Azarquiel tuviera una aportación a este respecto menos importante, ya que fue un trabajo realizado por Al-Juarismi y Al-Battani. Según lo que se deduce del estudio de las tablas de Toledo, Azarquiel estaba en disposición de realizar predicciones de suma importancia dentro de la Astronomía. Las Tablas tenían como función principal la de ofrecer a los astrónomos las posiciones en el cielo de cierto tipo de astros y las fechas en las que tenían lugar determinados fenómenos cósmicos (como las fases de la Luna, etc.). Por tanto, eran empleadas para poder concretar la situación exacta de un cuerpo celeste en épocas futuras. Azarquiel, que tenía en su poder datos precisos sobre multitud de fenómenos gracias a la labor de sus ayudantes, pudo emplear las Tablas para predecir los eclipses solares que sucederían años, e incluso siglos, más tarde.De su enorme difusión da idea el que se conozcan hoy más de 128 manuscritos traducidos al latín,conservados en numerosas bibliotecas europeas..La precisión de las Tablas era tal que Pierre Simon de Laplace (1749 - 1827), uno de los más destacados matemáticos de la Ilustración, seguía utilizando las observaciones y anotaciones de Azarquiel para realizar los cálculos de las posiciones y predicciones planetarias. 
Al parecer, también fue capaz, mediante el análisis detallado de los datos recabados, de poder predecir la aparición de cometas. Sobre esto hay que ser, no obstante, un tanto cautelosos, ya que no se dispone aún de los conocimientos necesarios para poder asegurar tal extremo. Resulta posible, a pesar de todo, que Azarquiel pudiera en efecto tener conocimiento de algún procedimiento por el cual llegara a predecir la aparición de un cometa. Si esto fuera cierto, Azarquiel aventajaría en casi 700 años a Edmund Halley (1656-1742), quien comprendió que el cometa que lleva su nombre y que se había observado en 1681 era el mismo que otros astrónomos vieron en 1604, y que retornaría a las proximidades del Sol en 1757. Halley sentó las bases para poder determinar asimismo el año aproximado de retorno del cometa empleando unas pocas observaciones del mismo. Pero la mayor aportación de Azarquiel a la astronomía la constituye el desarrollo de la azafea, una variedad del astrolabio que permitía que el observador no necesitara encontrarse en un lugar determinado para desarrollar los cómputos astronómicos, sino que podía ser usado en cualquier latitud terrestre, lo que le convertía en un instrumento ideal para ser usado en la navegación.
Azarquiel realizó estudios e investigaciones en varios campos de la Astronomía. Por ejemplo, fue capaz de encontrar cuál era el movimiento del apogeo solar (la distancia máxima entre la Tierra y el Sol). Azarquiel pudo determinar con una gran precisión que el punto del apogeo solar variaba en 1 grado cada 299 años, analizando las observaciones que se disponían al respecto durante los últimos 25 años.
También tuvo Azarquiel interés en el tema de la precesión de los equinoccios. Escribió un trabajo sobre ello, hoy en día desaparecido, en el que describe de qué manera podría explicarse este hecho. Como la Tierra es un astro que recibe la influencia básica del Sol y de la Luna y, en menor medida, de los otros planetas del Sistema Solar, su movimiento de rotación presenta una ligera variación a lo largo del tiempo. En grandes periodos de tiempo, los polos del planeta no se dirigen siempre al mismo sitio, sino que van modificando la dirección a la que apuntan debido al movimiento de rotación terrestre; esto es lo que se denomina precesión de los equinoccios. En el fondo, es como si la Tierra se comportara como una peonza; su eje, a medida que gira, cambia ligeramente.
Por encargo de su protector, el rey Al-Mamún de Toledo, construyó la famosa Clepsidra, situada entre “Bab al-dabbagin” (Puerta de los Curtidores) y el río Tajo, en el paraje conocido como Huerta de la Alcurnia, que tenía la virtud de señalar las horas y las fases lunares tanto de día como de noche.

## Azarquiel como personaje poco conocido
Muchos divulgadores e historiadores de la ciencia han apuntado el gran olvido que sufre Azarquiel como figura relevante de la ciencia. Algunos divulgadores científicos se han esforzado en explicar el papel de Azarquiel en la astronomía, como es el caso de Antonio Claret y su libro Azarquiel y otras historias, la Astronomía en Al-Andalus. Azarquiel también ha sido interpretado desde el punto de vista literario, por autores como Mariano Calvo López con su novela Azarquiel, el astrónomo de Toledo.

## Obras
Azarquiel escribió sobre astronomía teórica, tablas e instrumentos astronómicos. También es autor de una obra de magia talismánica.
Las obras sobre astronomía teórica son: 
- Un tratado sobre el movimiento de las estrellas fijas, escrito hacia el 1084-1085, del cual existe una traducción hebrea. En él describe tres modelos diferentes de trepidación de los equinoccios, en el tercero de los cuales la precesión pasa a ser independiente de la oscilación de la oblicuidad de la eclíptica.
- Una obra titulada Tratado sobre la invalidez del método de Ptolomeo para obtener el apogeo de Mercurio (Maqāla fī ibḍāl al-ḍarīq allatī salaka-hā Baḍlīmūs fī istijrāŶ al-bu’d al-ab’ad li-’Uḍārid) que solo conocemos por una referencia indirecta en Ibn BāŶŶa (Avempace, m. 1139).
- Una obra perdida titulada Sobre el año solar (Fī sanat al-šams) o Epístola comprehensiva sobre el Sol (al-Risāla al-Ŷāmi’a fī al-šams), probablemente escrita entre el 1075 y el 1080 y conocida a través de fuentes secundarias árabes y latinas. En ella Azarquiel habría establecido el movimiento propio del apogeo solar (1.º en 279 años julianos) y habría ideado un modelo solar de excentricidad variable cuya influencia alcanzó el Magreb y la Europa latina.
- Por último, una obra perdida y, según afirma Ibn al-Ha’im, autógrafa (bi-jaḍḍ yadi-hi) en la que Azarquiel propone una corrección al cálculo de la longitud de la Luna en el modelo lunar ptolemaico. Ibn al-Ha’im interpreta esta corrección como resultado del desplazamiento del centro del movimiento medio en longitud de la Luna a un punto sobre la recta que une el centro de la Tierra con el apogeo solar y a una distancia de 24’. Esta corrección aparece posteriormente en Ibn al-Kammād y en las tablas magrebíes para el cálculo de eclipses y de la Luna nueva de los astrónomos Ibn Iṣḥāq (1193-1222) e Ibn al-Bannā’ (muerto en 1321). También en los cánones de la primera versión de las Tablas alfonsíes y en la versión provenzal de las tablas de eclipses de Levi ben Gerson (1288-1234), aunque en estas el valor estimado es de 29’.

Sobre tablas astronómicas escribió:
- El Almanaque, conservado en árabe, en latín y en traducción alfonsí; está basado en la obra de un tal Awmātiyūs (siglos III o IV), aunque las tablas solares parecen ser resultado de las observaciones de Toledo.
- Las Tablas de Toledo, conocidas a través de su traducción latina. Azarquiel encabezó el grupo de astrónomos en torno al cadí Ṣācid que las confeccionó. Parecen ser el resultado de la adaptación a las coordenadas toledanas de material astronómico oriental procedente de al-Jwārizmī y al-Battānī. Las tablas de movimientos medios son originales y resultado de observaciones.

Sobre instrumentos es autor de diversas obras: 
- Un tratado sobre la construcción de la esfera armilar que se conserva únicamente en traducción alfonsí, en los Libros del saber de Astronomía.
- Sendos tratados sobre la construcción (hacia 1080-1081) y el uso (hacia 1081-82) de un ecuatorio, dedicado a al-Muctamid. El ecuatorio de Azarquiel se diferencia del de su predecesor Ibn al-Samḥ (hacia 1025-26) en que aprovecha ambas caras de una sola lámina para representar los deferentes de todos los planetas, mientras que los epiciclos correspondientes van en una segunda lámina. El deferente de Mercurio es una elipse.
- Un tratado sobre la construcción de la azafea zarqāliyya y otro, en cien capítulos, sobre su uso, de los que existe traducción alfonsí. La azafea es un instrumento universal que muestra, en su faz, una proyección estereográfica meridiana, en el plano del coluro de los solsticios, de las coordenadas ecuatoriales y eclípticas de la esfera celeste. En realidad se trata de una doble proyección que corresponde a cada uno de los dos hemisferios, una con el punto de vista en el principio de Aries y la otra en el principio de Libra. El resultado final se obtiene por la superposición de la proyección desde Aries, que habrá que girar, sobre la proyección desde Libra. En el dorso, además de los elementos que se pueden encontrar en el astrolabio, presenta una proyección ortográfica meridiana de la esfera celeste, un cuadrante trigonométrico y un pequeño círculo usado para calcular la distancia geocéntrica de la Luna. El mismo Azarquiel es autor de una variante simplificada de este instrumento que se conoce como azafea šakkāziyya, mencionada por al-Marrākušī en la Summa y bien conocida también en la tradición magrebí gracias a una recensión de Ibn al-Bannāÿ.

- Finalmente, una única obra sobre magia titulada Epístola sobre los movimientos y las influencias de los planetas. Es un tratado de magia talismánica basado en el uso de cuadrados mágicos. Existen dos resúmenes distintos del texto preservados por dos manuscritos árabes, así como un tercero preservado en una traducción latina.

## Eponimia
- El cráter lunar Arzachel lleva este nombre en su memoria.[8]